# Adriana Ruano
Adriana Ruano (n. 26 iunie 1995, Ciudad de Guatemala, Guatemala) este o trăgătoare de tir ce a reprezentat Guatemala, medaliată olimpică. A participat la 2 ediții ale Jocurilor Olimpice (2020, 2024) în care a câștigat o medalie de aur.